# ويلي أندرسون (كرة سلة)
ويلي أندرسون (بالإنجليزية: Willie Anderson)‏ مواليد 8 يناير 1967 في غرينفيل، هو لاعب كرة سلة أمريكي سابق بدأ مسيرته الاحترافية في سنة 1988 ويحمل الرقم 40, 35. يبلغ طوله 6 قدم 7 بوصة (2.0 م). اعتزل اللعب في 1999.

## فرق لعب لها
- سان أنطونيو سبرز
- تورونتو رابتورز
- نيويورك نيكس
- نادي أولمبياكوس لكرة السلة
- ميامي هيت
- مكابي تل أبيب لكرة السلة

## الميداليات
| الميدالية | المسابقة                       |
| --------- | ------------------------------ |
| برونزية   | الألعاب الأولمبية الصيفية 1988 |

## روابط خارجية
- ويلي أندرسون على موقع الاتحاد الدولي لكرة السلة (الإنجليزية)
- ويلي أندرسون على موقع إن بي أي (الإنجليزية)
- ويلي أندرسون على موقع سبورتس رفرنس (الإنجليزية)
- ويلي أندرسون على موقع كرة السلة الأوروبية.كوم (الإنجليزية)
- ويلي أندرسون على موقع كلية كرة السلة في سبورتس رفرنس.كوم (الإنجليزية)
- ويلي أندرسون على موقع ريلجم (الإنجليزية)
- ويلي أندرسون على موقع بروبوليرز (الإنجليزية)
- ويلي أندرسون على موقع سبورتس رفرنس (الإنجليزية)
- ويلي أندرسون على موقع أوليمبيديا (الإنجليزية)